# Замок Клара
Замок Клара (англ. Clara Castle; ирл. Caisleán Chláraigh) — один из замков Ирландии, расположенный в графстве Килкенни. 

## История
Замок Клара построен в XV веке аристократической семьей Шорталл. Эта семья жила в замке до 1640-х годов, когда вспыхнуло восстание за независимость Ирландии. При подавлении восстания Оливером Кромвелем замок Клара захватил Генри Джонсон. Затем в замке жила семья Бирн. Жил Энтони Бирн (1656—1720), Льюис Бирн (1690—1766), Мэтью Бирн (1694—1754), Энтони Бирн (1725—1810), Майкл Бирн (1762—1835). Замок был населен до 1905 года. 
Замок Клара норманнского типа, башня замка имеет пять этажей, есть свод между этажами. Сохранилось много балок дверей, перекрытий XV века. Сохранились бойницы, в том числе над входом в замок. На втором этаже есть комната лорда, проход в спальню. На стене сохранились фрески. Этажом выше есть тайная комната. На верхнем этаже хорошо освещена комната, использовавшаяся для семьи лорда. Сохранился большой камин, зубцы башни в ирландском стиле, бойницы, навесная бойница.